# Безымянка (Одесская область)
Безымя́нка (укр. Безім'янка) — село, относится к Белгород-Днестровскому району Одесской области Украины.
Население по переписи 2001 года составляло 359 человек. Почтовый индекс — 68161. Телефонный код — 4844. Занимает площадь 1,37 км². Код КОАТУУ — 5125080301.
Есть детский сад.